# Dactylidinae
Dactylidinae Stapf, 1898 è una sottotribù di piante angiosperme monocotiledoni appartenente alla famiglia delle Poacee (o Gramineae, nom. cons.), sottofamiglia Pooideae, tribù Poeae.

## Etimologia
Il nome della sottotribù deriva dal suo genere tipo Dactylis L., 1753 la cui etimologia deriva dalla parola greca "daktylos" (= dito) e fa riferimento all'infiorescenza simile a delle dita.
Il nome scientifico della sottotribù è stato definito dal botanico austriaco Otto Stapf (23 marzo 1857 – 3 agosto 1933) nella pubblicazione "Flora Capensis" di W.H. Harvey & O.W. Sonder (ed. W.T. Thiselton-Dyer)" (Fl. Cap. 7: 317. Jul 1898) del 1898.

## Descrizione

### Portamento
Il portamento delle specie di questo gruppo in genere è cespuglioso con forme biologiche tipo emicriptofita cespitosa (H caesp) e cicli biologici annuali (Lamarckia) o perenni (Dactylis). I culmi sono cavi a sezione più o meno rotonda. In queste piante non sono presenti i micropeli. Sono presenti anche specie corto-rizomatose.

### Foglie

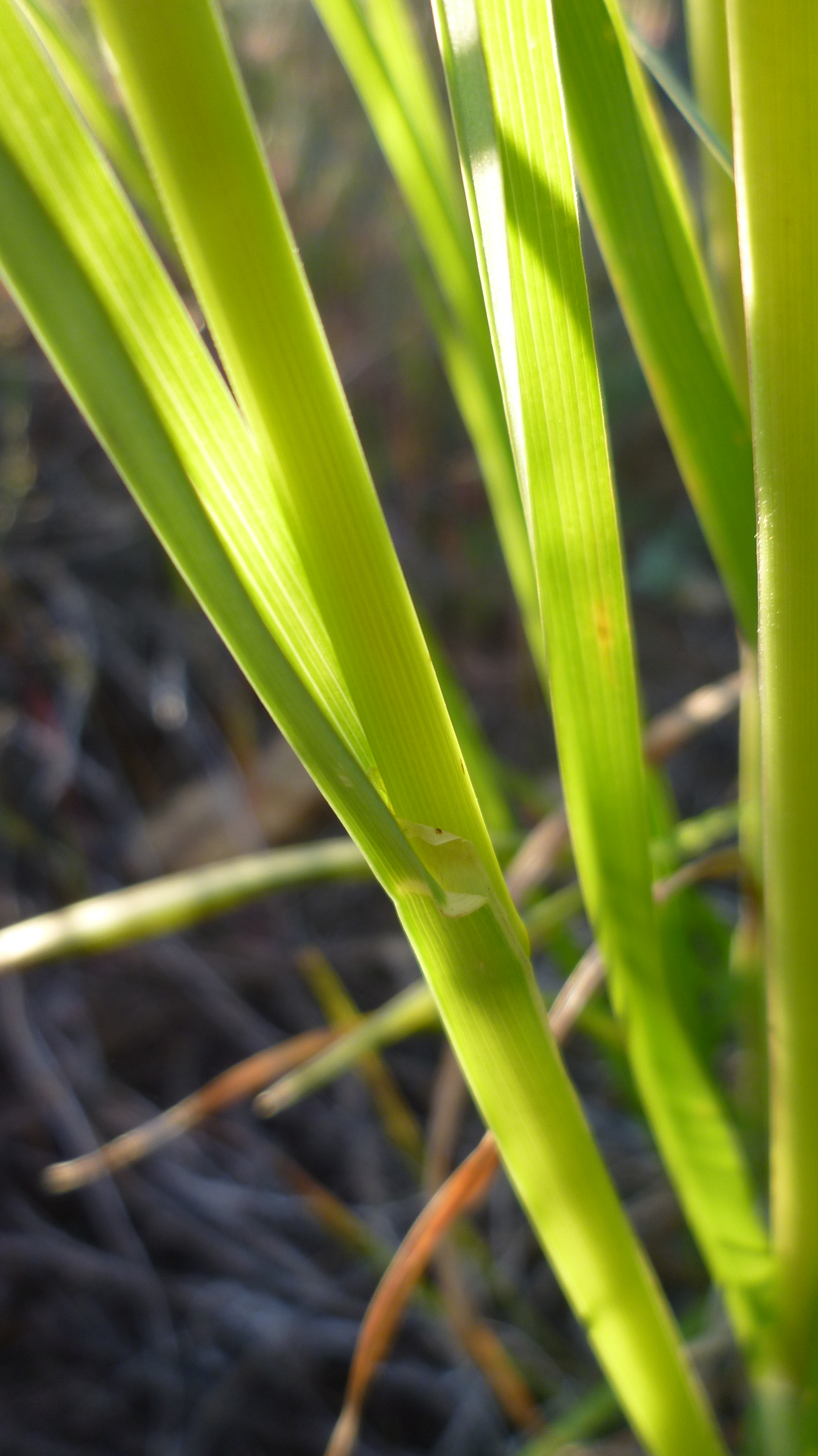
Le foglie
Dactylis glomerata

Le foglie lungo il culmo sono disposte in modo alterno, sono distiche e si originano dai vari nodi. Sono composte da una guaina, una ligula e una lamina. Le venature sono parallelinervie. Non sono presenti i pseudopiccioli e, nell'epidermide delle foglia, le papille.
- Guaina: la guaina è abbracciante il fusto, in genere è priva di auricole, inoltre è chiusa per parte della lunghezza.
- Ligula: la ligula è membranosa e a volte cigliata.
- Lamina: la lamina ha delle forme generalmente lineari, piatte ed eventualmente piegate.

### Infiorescenza

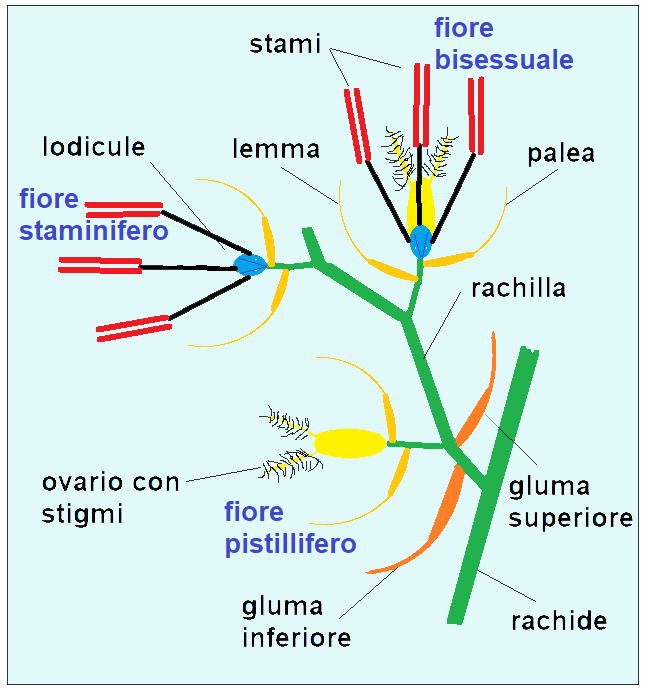
Spighetta generica con tre fiori diversi

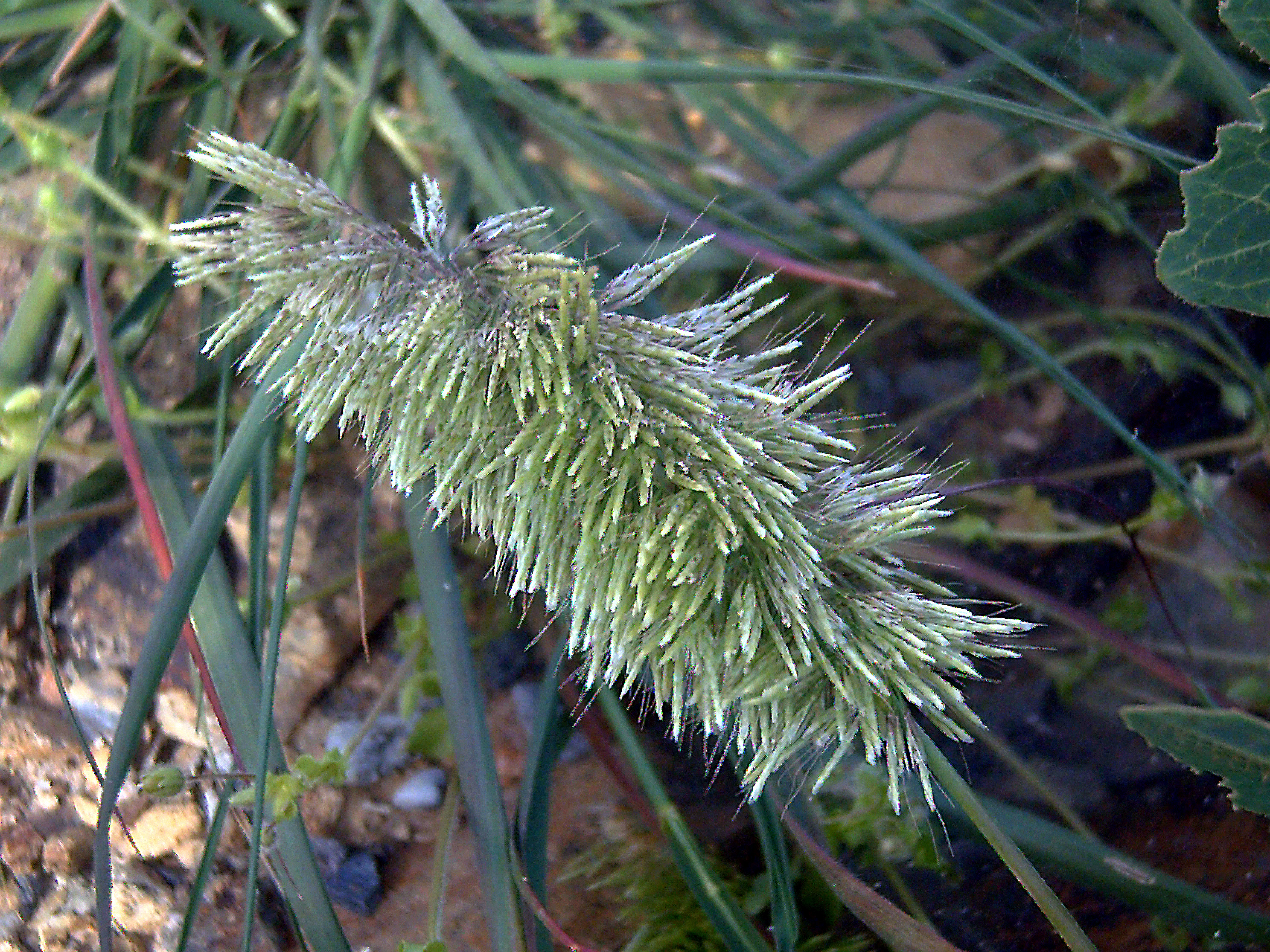
Infiorescenza
Lamarckia aurea

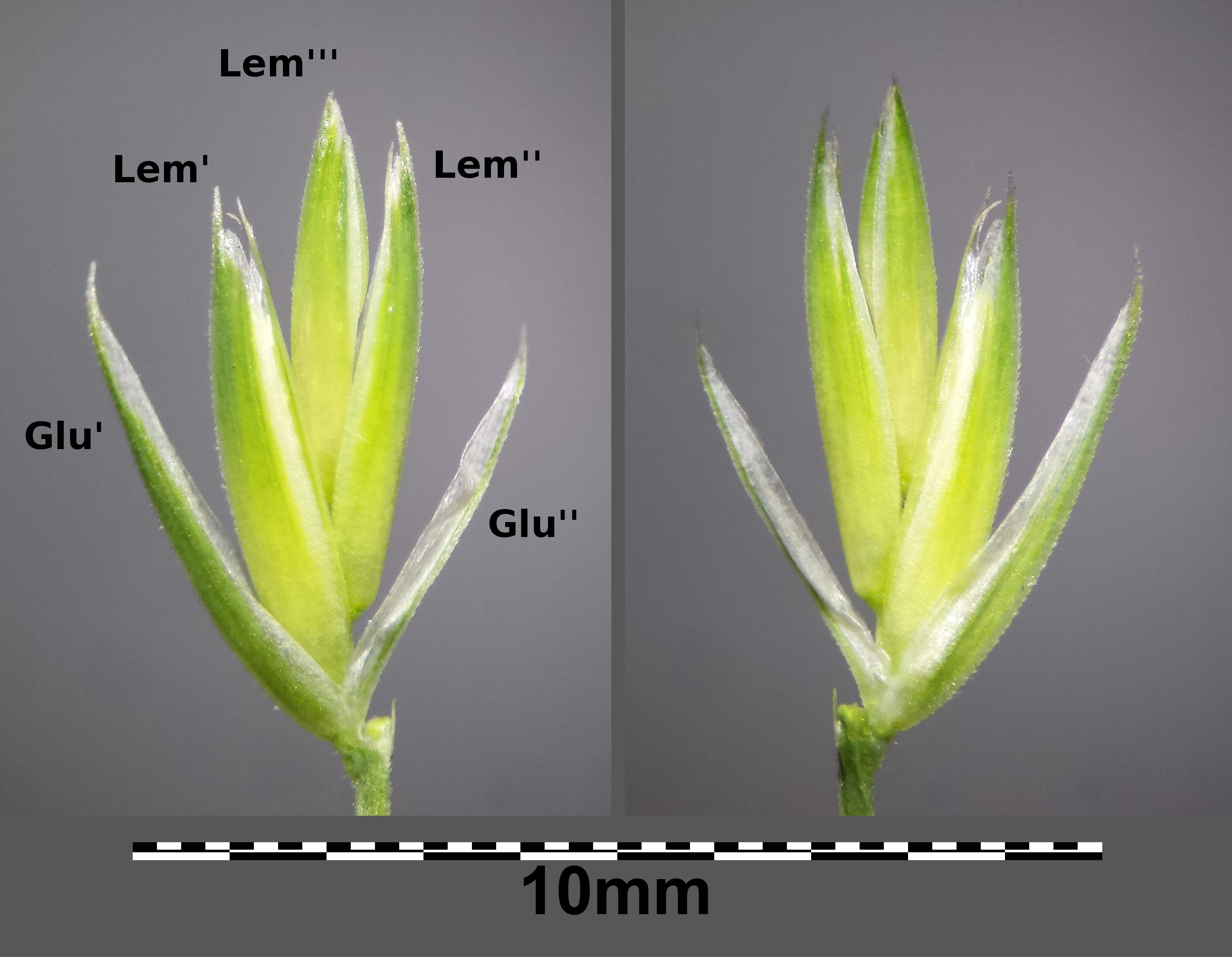
I fiori
Dactylis glomerata subsp. lobata

- Infiorescenza principale (sinfiorescenza o semplicemente spiga): le infiorescenze, ascellari e terminali, in genere sono ramificate (i rami sono nudi in posizione prossimale) e sono formate da alcune spighette ed hanno la forma di una pannocchia densa e grappolosa (le spighette sono posizionate su un lato del ramo). La fillotassi dell'inflorescenza inizialmente è a due livelli, anche se le successive ramificazioni la fa apparire a spirale.
- Infiorescenza secondaria (o spighetta): le spighette, fortemente compresse lateralmente, sottese da due brattee distiche e strettamente sovrapposte chiamate glume (inferiore e superiore), sono formate da 2 a 10 fiori. Possono essere presenti dei fiori sterili; in questo caso sono in posizione distale rispetto a quelli fertili. Alla base di ogni fiore sono presenti due brattee: la palea e il lemma. La disarticolazione avviene con la rottura della rachilla sopra le glume e tra i fiori. La rachilla non si estende. In Lamarckia le spighette sono dimorfiche (quelle fertili hanno 2 fiori, quelle sterili a più fiori).

- Glume: le glume, carenate con forme lanceolate, apici acuti e mucronati, sono più corte (in Dactylis) o più lunghe (in Lamarckia) dei fiori. Le vene sono 1 - 3.
- Palea: la palea è un profillo con due venature; può essere cigliata.
- Lemma: il lemma, fortemente carenato, da lanceolato a oblungo, con apice acuminato e microbidentato, a volte è pubescente. La consistenza può essere coriacea. Le venature sono 5. In Lamarckia i lemmi sono dimorfici: a consistenza cartacea nelle spighette fertili; membranosa in quelle sterili.

### Fiori
I fiori fertili sono attinomorfi formati da 3 verticilli: perianzio ridotto, androceo  e gineceo.
- Formula fiorale:[4]

*, P 2, A (1-)3(-6), G (2–3) supero, cariosside.
- Il perianzio è ridotto e formato da due lodicule, delle squame traslucide, poco visibili (forse relitto di un verticillo di 3 sepali). Le lodicule sono membranose e non vascolarizzate.

- L'androceo è composto da 3 stami ognuno con un breve filamento libero, una antera sagittata e due teche. Le antere sono basifisse con deiscenza laterale. Il polline è monoporato.

- Il gineceo è composto da 3-(2) carpelli connati formanti un ovario supero. L'ovario, glabro, ha un solo loculo con un solo ovulo subapicale (o quasi basale). L'ovulo è anfitropo e semianatropo e tenuinucellato o crassinucellato. Lo stilo, breve, è unico con due stigmi papillosi e distinti.

### Frutti
I frutti sono del tipo cariosside, ossia sono dei piccoli chicchi indeiscenti, con forme ovoidali, nei quali il pericarpo è formato da una sottile parete che circonda il singolo seme. In particolare il pericarpo è fuso al seme ed è aderente. L'endocarpo non è indurito (ma morbido) e l'ilo è arrotondato. L'embrione è piccolo e provvisto di epiblasto ha un solo cotiledone altamente modificato (scutello senza fessura) in posizione laterale. I margini embrionali della foglia non si sovrappongono.

## Biologia
Come gran parte delle Poaceae, le specie di questo genere si riproducono per impollinazione anemogama, gli stigmi più o meno piumosi sono una caratteristica importante per catturare meglio il polline aereo. 
La dispersione dei semi avviene inizialmente a opera del vento (dispersione anemocora) e una volta giunti a terra grazie all'azione di insetti come le formiche (mirmecoria).

## Distribuzione e habitat
Eurasia temperata. Le specie di questo gruppo botanico sono frequentemente introdotte altrove come erba da foraggio

## Tassonomia
La famiglia delle Poacee comprende circa 800 generi e oltre 9.000 specie. È una delle famiglie più numerose e più importanti del gruppo delle monocotiledoni. La famiglia è suddivisa in 12 sottofamiglie, la sottotribù Dactylidinae fa parte della sottofamiglia Pooideae, tribù Poeae.

### Generi
La tribù si compone di 2 generi e 3 specie:
- Dactylis L, 1753 (2 specie)
- Lamarckia Moench (1 specie)

### Specie della flora italiana
Nella flora spontanea della penisola italiana sono presenti due specie:
- Dactylis glomerata L.
- Lamarckia aurea (L.) Moench.

### Filogenesi
La sottotribù Dactylidinae fa parte della tribù Poeae R.Br., 1814 (quest'ultima è compresa nella supertribù Poodae L. Liu, 1980). La tribù Poeae (formata da diverse sottotribù suddivise in alcune supersottotribù) è l'ultimo nodo della sottofamiglia Pooideae ad essersi evoluto (gli altri precedenti sono la tribù Brachyelytreae, e le supertribù Nardodae, Melicodae, Stipodae e Triticodae).
La sottotribù Dactylidinae con l'attuale circoscrizione è monofiletica e appartiene al gruppo con le sequenze dei plastidi di tipo "Poeae" (definito "Poeae chloroplast groups 2 ") ed è circoscritta nella supersottotribù Loliodinae Soreng, 2017 comprendente anche le sottotribù Loliinae, Cynosurinae, Ammochloinae e Parapholiinae. All'interno della supersottotribù la sottotribù Dactylidinae forma un "gruppo fratello" con la sottotribù Ammochloinae. Insieme costituiscono un clade denominato "AD" definito in base alle analisi del DNA dei plastidi e caratterizzato morfologicamente dalle spighette disposte in densi gruppi. Ulteriori studi sono necessari per avere informazioni più dettagliate e precise.
Le seguenti sinapomorfie sono relative a tutta la sottofamiglia (Pooideae):
- la fillotassi dell'inflorescenza inizialmente è a due livelli;
- le spighette sono compresse lateralmente;
- i margini embrionali della foglia non si sovrappongono;
- l'embrione è privo della fessura scutellare.

Le sinapomorfie relative alla tribù Poeae sono:
- l'ilo è puntiforme;
- dei lipidi (grassi) sono presenti nell'endosperma;
- le lodicule sono prive di ciglia;
- l'ovario è glabro.

Per la sottotribù sono descritte le seguenti sinapomorfie:
- Dactylis: l'infiorescenza è formata da grappoli di spighette posizionate tutte da un lato con rami nudi in posizione prossimale.
- Lamarckia: i rami secondari dell'infiorescenza terminano con grappoli di spighette, piegati e disarticolati sotto i grappoli; all'interno di ogni grappolo sono presenti delle spighette sterili con 5 - 10 fiori, e fertili con 2 fiori (il fiore prossimale è bisessuale, quello distale è ridotto).